# Discographie de Merzhin
Le groupe breton Merzhin a sorti 12 CD, dont 7 albums studio et 3 live (à La Carène, au Bataclan et en Inde). Merzhin est distribué par BMG dès 2000, alors que la production incombe au label indépendant Stormy Music. Mais, en 2006, le groupe fonde son propre label, Adrénaline. En 2007, Merzhin quitte BMG, puis crée un studio d'enregistrement, le Pavillon K, à Plounéventer.

## Merzhin
EP 4 titres, sorti en 1998, auto-produit à 200 exemplaires grâce au parrainage du patron du bar Le Spleen à Landerneau, dans lequel le groupe se produisait notamment lors des fêtes de la musique.

## Première Lune
EP 5 titres, sorti en 1999, produit chez Stormy Music / BMG à 40 000 exemplaires.

## Pleine Lune
Album 12 titres, sorti en juin 2000, produit chez Stormy Music / BMG. Il reprend notamment Les nains de jardin déjà entendue sur Première Lune. On trouve une référence au bar Le Spleen (cité plus haut) dans le deuxième morceau. La prise de son est effectuée par Bruno Le Pennec au studio de l'Arche à Locarn, la réalisation et le mixage sont de Shems et Tee-Toff du studio Cocoon à Paris pour XIII Bis Music Production et Jean-Pierre Chalbos a produit le master à La Source (Paris). Les illustrations sont de Gaëtan Pencréach.

## Adrénaline
Album 13 titres, sorti en août 2002, produit chez Stormy Music / BMG. Participation du groupe Wig A Wag ainsi que de Jean-Pierre Riou chanteur guitariste de Red Cardell sur certains titres. Cet album est beaucoup plus rock que Pleine Lune, reflétant mieux l'ambiance et l'énergie que le groupe offre sur scène. Les guitares sont notamment plus présentes, mais pour autant les instruments atypiques tels que la bombarde sont toujours bien présents.

## Live
CD 3 titres, sorti en 2002, produit chez Stormy Music/BMG. Reprise de 3 titres des albums Pleine Lune et Adrénaline lors d'un live au Bataclan.

## Pieds nus sur la braise
Album sorti le 15 mai 2006 et enregistré entre mars et novembre 2005, aux studios Arpège (44) et Noir (85). Il comporte 13 titres, dont une reprise du groupe Les Sheriff. C'est aussi l'album de la rencontre avec le réalisateur Matthieu Ballet (Miossec, Thomas Fersen) qui a réalisé, enregistré (au studio Arpège, Les Sorinières) et mixé l'album. Le premier single tiré de cet album est La rue Calumet. Mis à part Matthieu Ballet pour les programmations et les claviers, interviennent également Marc Camus (batteur pour Alan Stivell) sur trois titres, Jérôme Bensoussan (sax baryton) et Lise Marais (chœurs sur les pistes 3, 4 et 8).

## Pieds nus sur la Scène - Live in India
Ce CD, sorti le 16 avril 2007, comporte la reprise live de 5 titres de l'album Pieds nus sur la braise, ainsi qu'un titre inédit et un edit radio. Le CD comporte en plus un clip vidéo Road to India.

## Merzhin Live
CD live et DVD enregistrés les 13 et 14 mars 2008 à La Carène (Brest). Sorti le 2 juin 2008, l'album comporte 17 pistes dont une inédite. Il est réalisé, mixé et masterisé par Matthieu Ballet au Studio du Port, pour FLAM. La captation vidéo est réalisée par Mickaël Ragot.

## Moon Orchestra
Sorti le 20 juin 2009, ce CD est composé de 8 reprises, 6 de l'album Pieds nus sur la Braise et 2 de Adrénaline (Bandit et Merzhin), et est joué par la formation Merzhin Moon Orchestra. On pouvait pendant une certaine période écouter une version de l'instrumentale l'Écossaise sur le Myspace de la formation.

## Plus loin vers l'Ouest
Sorti le 6 avril 2010, c'est le quatrième album studio. La semaine 14 il fait la 4e meilleure entrée au Top IFOP. 15 000 albums sont vendus en quelques mois, avec des passages CD'Aujourd'hui sur France 2, Taratata sur France 4, Le Fou du roi et Sous les étoiles exactement sur France Inter. Il arrive à la deuxième place au grand prix du disque du Télégramme, derrière Nolwenn Leroy, avec 22 % des votes

## 15
Sorti le 23 avril 2012, l'album est une rétrospective des 15 années du groupe, entre inédits, lives, remix, Moon Orchestra et autres créations.

## Des heures à la seconde
Sorti le 3 mars 2014 (Adrenaline Prod), l'album de 12 titres a pour thèmes l'humain et le temps qui passe.

## Babel
Sorti le 4 mars 2016, l'album Babel est l'occasion pour le groupe de fêter ses 20 ans sur scène. Les textes ont un côté philosophique (Babel, À travers toi), avec des implications morales ou environnementales (La planète, Apocalypolitico, Conquistador) sous un angle quasi cinématographique (Be Bope Lula). Les musiques sont brutes (La traque, Muhammad Ali), par la structure rock et continuent de faire intervenir des instruments traditionnels (bombarde sur La traque, Sous la focale, accordéon sur Daydreamers), cuivres (hautbois, clarinette, saxophone, bugle)...

## Nomades
Sorti le 5 octobre 2018

## Marche et (c)rêve
Sorti le 20 mai 2022